# Vale of Leven Football Club
El Vale of Leven Football Club es un club de fútbol de Escocia, con sede en Alexandria. Fue fundado en 1872 y compite en la West of Scotland League Third Division, novena categoría del fútbol escocés.

## Historia
Fue fundado en el año 1872 en la ciudad de Alexandria, Escocia durante los primeros años de la organización del fútbol en Escocia, y junto al Renton FC eran de los equipos más fuertes del país. Llegó a ganar la Copa de Escocia en tres ocasiones, todas de manera consecutiva.
En 1878 viajó al Inglaterra y venció al Wanderers FC, campeón de la FA Cup 3-1 en el Kennington Oval. También ganó la Celtic Society Cup en 1879.
Vale of Leven fue uno de los equipos fundadores de la Scottish Football League en 1890, y en la segunda temporada de la liga terminó en último lugar sin ganar un solo partido, por lo que abandonó la liga y formó parte por una temporada en la Scottish Football Alliance.
Entre 1893 y 1902 se limitó a jugar partidos amistosos y en la Copa de Escocia antes de unirse a la Scottish Football Combination, my para 1905 fue admitido en la Segunda División de Escocia debido a la expansión de la liga, aunque no tuvo opciones de ser elegido en la Primera División de Escocia. Jugó en la segunda categoría hasta 1915, cuando la liga se suspendió e ingresó a la Western League.
Al finalizar la Primera Guerra Mundial, el club retornó al fútbol escocés e ingresó a la reformada Segunda División de Escocia hasta su descenso a la Tercera División de Escocia en 1924, liga que abandonó en 1926 por los costos en la seguridad para los partidos y de los viajes.
Los constantes problemas financieros hicieron que el club desapareciera en 1929 mientras formaba parte de la Soccer Alliance como consecuencia de la Gran Depresión que afectó a varios clubes de fútbol en Escocia.

### Club moderno
El Vale Of Leven OCOBA fue invitado a formar parte de la Scottish Football Alliance, pero el desastre provocado por la Segunda Guerra Mundial obligaron a suspender la liga en diciembre de 1939, lo que hicieron al club unirse a la Scottish Junior Football Association luego de la bancarrota que sufrió el Springfield Athletic.

## Palmarés

### Torneos nacionales
- Copa de Escocia (3): 1876-77, 1877-78, 1878-79